# Szlovenszkói Képzőművészek Egyesülete
Szlovenszkói Képzőművészek Egyesülete (szk. Jednota výtvarných umelcov Slovenska) szlovákiai kisebbségi művészek egyesülete.
1920. október 16-án alakult meg Besztercebányán. Kezdeményezője és igazgatója Flaché Gyula festőművész volt. Célkitűzése a szlovákiai képzőművészek egyesítése és problémáik megoldásának segítése volt. Miután a nemzeti alapon szerveződő Szlovák Képzőművészek Egyesülete (Spolok slovenských umelcov) elutasította meghívásukat, a szlovákiai kisebbségi művészek egyesületévé vált. 
1922-ben nagyszabású kiállítást rendeztek Prágában, melynek költségei nagy terhet róttak az egyesület további működésére. 1925-ben Losoncon és Pozsonyban rendeztek csoportos kiállításokat. 1924 után további kisebbségi egyesületek is megkezdték működésüket, például a kassai Kazinczy Társaság képzőművészeti szakosztálya, a komáromi Jókai Egyesület Szépművészeti Osztálya és a pozsonyi Művészegylet is aktivizálódott, az egyesület egyre inkább háttérbe szorult. 1931 után nincs nyoma a további működésének. 
Tagjainak munkásságát főleg a pozsonyi Művészegyletben lehet továbbkövetni. 